# Зограб Мнацаканян
Зограб Грачевич Мнацаканян (вірм. Զոհրաբ Մնացականյան; нар. 20 березня 1966, Єреван, Вірменська РСР) — вірменський дипломат. Постійні представники Вірменії при Організації Об'єднаних Націй (2014-2018). Міністр закордонних справ Вірменії (2018-2020).

## Життєпис
Народився 20 березня 1966 році в Єревані, Вірменія. Закінчив кафедру міжнародних економічних відносин Московського державного інституту міжнародних відносин, отримав ступінь магістра західноєвропейської політики в Університеті Вікторії.
На дипломатичній роботі за кордоном пан Мнацаканян служив у Святому Престолі (1995—1997), та у Сполученому Королівстві (1993—1997). Очолював Департамент зовнішніх зв'язків Офісу президента (1999—2002). З 1998 по 1999 рік він обіймав посаду начальника Департаменту Європи в Міністерстві закордонних справ Вірменії, а з 1997 по 1998 рік як керівник Першого європейського відділу МЗС Вірменії. Також у 1997 році він був особистим секретарем прем'єр-міністра Вірменії. До 2014 року обіймав посаду заступника міністра закордонних справ, а з 2011 року — головного перемовника щодо Угоди про асоціацію Європейського Союзу та Вірменії. У період з 2008 по 2011 рік він був постійним представником Вірменії при Раді Європи в Страсбурзі, Франція. Призначений послом у Швейцарії в 2002 році, він одночасно працював постійним представником при ООН та інших міжнародних організаціях у Женеві.
10 червня 2014 року — вручив вірчі грамоти Генеральному секретарю ООН Пан Гі Муну.